# Gehlenita
La gehlenita es un mineral de la clase de los sorosilicatos, y dentro de ésta pertenece al llamado grupo de la melilita. Fue descubierta en 1815 en el valle de Fassa, en la provincia de Trento (Italia), siendo el nombre en honor de Adolf F. Gehlen, famoso químico alemán. Sinónimo poco usado es el de velardenita.

## Características químicas
Es un aluminosilicato con calcio y aluminio, análogo a otros silicatos cálcicos del grupo de la melilita que en vez de aluminio tienen otros metales. 
Forma una serie de solución sólida con la oakermanita (Ca2MgSi2O7), en la que la sustitución gradual del aluminio por magnesio va dando los distintos minerales de la serie.
Además de los elementos de su fórmula, suele llevar como impurezas: hierro, manganeso, titanio, magnesio, potasio y sodio.

## Formación y yacimientos
Se ha encontrado en minerales del metamorfismo de contacto en rocas calizas. También se ha encontrado en rocas volcánicas ultramáficas enriquecidas en calcio.
Suele encontrarse asociado a otros minerales como: dolomita, calcita, augita, olivino, nefelina, leucita, diópsido, flogopita, piropo, grosularia, antigorita, piroxeno, apatito o vesuvianita.